# Viktor Luferov
Viktor Arсhipovič Luferov (in russo Ви́ктор Архи́пович Лу́феров?; Mosca, 20 maggio 1945 – Mosca, 1º marzo 2010) è stato un poeta, musicista e cantautore russo.

## Biografia
Nato il 20 maggio 1945 a Mosca. Viktor Luferov studiò presso l’Istituto di ingegneria fisica di Mosca (MIFI), si laureò presso l’Accademia statale K. I. Skrjabin di Mosca in veterinaria e biotecnologia (1971) ed in chitarra presso l’Istituto Statale di studi musicali Gnessin (1978). 
Lavorò come assistente di laboratorio al centro nazionale di ricerca medica di ematologia, poi come custode, attacchino e vigile del fuoco.
Luferov scrisse canzoni a partire dal 1966 principalmente sulle sue poesie, le eseguì accompagnandosi con una chitarra a sei corde. Alla fine degli anni ’60, il poeta fondò e diresse il complesso musicale “Osenebri” (1967 – 1970). Nel febbraio 1985, fondò il teatro dello studio della canzone “Perekrëstok” (progetto che durò fino al 2003, fin quando è stato chiuso per motivi finanziari).
Membro dell’associazione creativa “Pervij krug” (che incluse in diversi anni autori come Jurij Lores, Aleksandr Mirzajan, Vladimir Berežkov, Michail Kočetkov ed altri) e dell'Associazione dei Bardi russi. Luferov pubblicò 7 CD, quattro dei quali pubblicati nell’antologia di sette dischi dell’autore intotolata Každyj ochotnik želaet znat'… (Каждый охотник желает знать…).
Morì il 1 marzo 2010 a causa della malattia di Hodgkin. Fu sepolto nel tempio di Floro e Lauro nel villaggio di Jam, nel distretto di Domodedovo, nella regione di Mosca.